# Phidiana militaris
Phidiana militaris es una especie de molusco gasterópodo de la familia Aeolidiidae.

## Distribución geográfica
Se encuentra  en Nueva Zelanda.